# ヴィリニュスの戦い (1702年)
ヴィリニュスの戦い（ヴィリニュスのたたかい）、またはヴィルナの戦い（ヴィルナのたたかい、スウェーデン語: Slaget vid Vilna）は大北方戦争中の1702年4月16日、リトアニア大公国の首都ヴィリニュスで生起した戦闘。ヴィリニュスがスウェーデン軍にたやすく包囲、占領された後、リトアニアの大ピサシュのルドヴィク・コンスタンツィ・ポチェイは軍勢3千（文献によっては2千から4千と幅がある）で奇襲を仕掛けた。スウェーデン側もカール・グスタフ・メルナー率いる軍勢3千と同程度の軍力であり、ヴィリニュス市内で待ち構えた。ただし、病気により実働部隊は約2,500人である。例えば、ダラ連隊は元は1,200人だったが、戦闘直前には740人しかいなかった。攻撃は撃退され、ポーランド＝リトアニア軍は100人と大砲2門を失って撤退、スウェーデン軍は50人が戦死した。その後、ヴィリニュスはメルナーがカール12世の対アウグスト2世戦役に加勢するために離れるまでスウェーデンの支配下に留まった。その後、ヴィリニュスはスウェーデンのカール・グスタフ・デュッケル将軍によって1706年に奪回された。